# لنغنفلد
لنغنفلد (ووغتلند) (بالألمانية: Lengenfeld) هي بلدة ألمانية تقع في ألمانيا في ساكسونيا.  يقدر عدد سكانها بـ 8,119 نسمة .

## أعلام
- قسطنطين تيشندورف